# Воронов, Валерий Вениаминович
Вале́рий Вениами́нович Во́ронов (род. 11 февраля 1974, дер. Перхурьево Кубенского сельсовета Вологодского района Вологодской области, СССР) — русский поэт.

## Биография
Родился в д. Перхурьево Кубенского сельсовета в многодетной семье. Отец — Вениамин Николаевич Воронов (род. 24 октября 1941 года), рабочий Кубенского рыбзавода, родом из крестьян. Мать — Галина Васильевна (род. 27 июня 1941 года), учитель начальных классов.
Имеет четырёх родных сестер и брата:
- Надежда Тюлина, окончила Вологодскую государственную молочнохозяйственную академию им. Н. В. Верещагина, экономист.
- Анна Окатова, окончила с отличием Кубенскую среднюю школу, в дальнейшем Ярославский государственный педагогический университет им. К. Д. Ушинского, сотрудник полиции.
- Марина Соболева, окончила с отличием Вологодское медицинское училище, медицинский работник.
- Татьяна Рабовила, окончила с отличием Кубенское ПУ-2, в дальнейшем вологодский филиал Московской государственной юридической академии им. О. Е. Кутафина, сотрудник полиции.
- Евгений Воронов, окончил с отличием Ярославское высшее зенитное ракетное училище противовоздушной обороны, инженер радиоэлектронных систем.
- Валерий Воронов окончил среднюю школу села Кубенское с серебряной медалью и Череповецкий государственный университет по специальности общетехнические дисциплины и технология[1]. Литературным творчеством начал заниматься с 2007 года. В 2010 году ООО ПФ Полиграф-Периодика (Вологда) опубликован сборник стихов «В чувственном зове»[2].

Лауреат Международной литературной премии имени Сергея Есенина «О Русь, взмахни крылами…» в номинации «Большая премия».

## Критика и отзывы
…Чем отличается премия Есенина от других? Я, вообще так, поэзию знаю в России. Человек книгу прислал, мы открыли, посмотрели, закрытым голосованием проголосовали, он стал лауреатом Большой премии — Валерий Воронов из Вологодской области, из села Кубенское. Вот так просто, совершенно самотеком, никто ничего не подстраивал. Я позвонил даже руководителю Вологодской писательской организации, спросил: — Ты знаешь, в селе Кубенском живёт такой-то поэт? Он мне честно сказал: — Нет, в первый раз слышу. Поэтому мне вдвойне радостно, что человек прислал на конкурс книгу и верит, что мы её по достоинству оценим. И, мне кажется, мы оценили…
— Геннадий Иванов.

## Ссылки

На церемонии вручения премии Есенина